# ایستگاه متروی زندیه
ایستگاه زندیه‌ دهمین ایستگاه خط ۱ متروی شیراز است که در محل چهارراه زند در بلوار کریمخان زند و در منطقه یک شهرداری شیراز قرار دارد. این ایستگاه با مساحت ۱۱۳۱۱ مترمربع و عمق ایستگاه ۲۰/۴۵ متر و از نوع عمیق (۳طبقه)، سکو جزیره‌ای یک طبقه تجاری دارای ۶ دروازه ورودی، خروجی است. این ایستگاه در ۳۱ فروردین ۱۳۹۶ به بهره‌برداری رسید.
این ایستگاه در نزدیکی ارگ کریمخان زند{جزئی از آثار ملی ایران} قرار دارد. این ایستگاه به نام زندیه دودمانی به مرکزیت شیراز است. از نظر موقعیت جغرافیایی در نزدیکی مراکز مهمی مانند ارگ کریم خانی، حمام ارگ و مجتمع تجاری مهستان و همچنین هتل صدرا شیراز، سالن غذاخوری رودکی، سینما پیام، فروشگاه لوازم کوهنوردی لشکری و آژانس مسافرتی پارس مسافر قرار گرفته است.

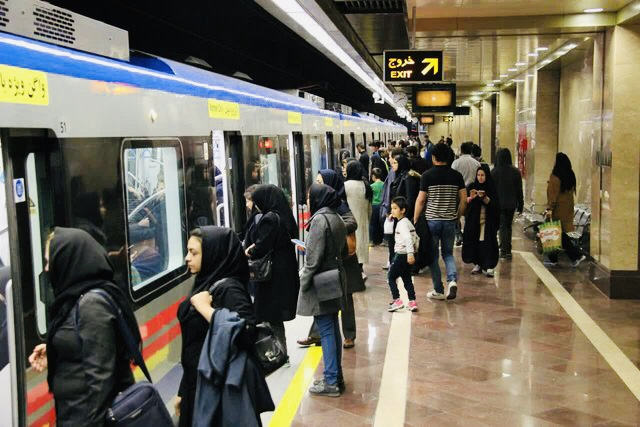

این ایستگاه در مرکز شهر شیراز قرار دارد که از لحاظ مسافرپذیری جز یکی از شلوغ‌ترین ایستگاه متروی شیراز است.

## مسیرهای ایستگاه
- بلوار کریمخان زند
- خیابان توحید{خیابان داریوش}
- خیابان سعدی

## محله‌های ایستگاه
- شهرداری شیراز
- فردوسی
- زند
- دروازه اصفهان
- سیاه سنگ
- گود عربان
- ارگ کریمخان زند